# Christoph Mauch
Christoph Mauch (Sempach, 29 de marzo de 1971) es un deportista suizo que compitió en triatlón.
Ganó cuatro medallas en el Campeonato Mundial de Triatlón de Invierno entre los años 2000 y 2003, y dos medallas en el Campeonato Europeo de Triatlón de Invierno, en los años 2001 y 2002. Además, obtuvo una medalla en el Campeonato Europeo de Triatlón de Media Distancia de 1994.

## Palmarés internacional
| Campeonato Mundial | Campeonato Mundial     | Campeonato Mundial | Campeonato Mundial |
| Año                | Lugar                  | Medalla            | Prueba             |
| ------------------ | ---------------------- | ------------------ | ------------------ |
| 2000               | Jaca (España)          | Medalla de plata   | Individual         |
| 2001               | Lenzerheide (Suiza)    | Medalla de bronce  | Individual         |
| 2002               | Brusson (Italia)       | Medalla de plata   | Individual         |
| 2003               | Oberstaufen (Alemania) | Medalla de plata   | Individual         |
| Campeonato Europeo |                        |                    |                    |
| Año                | Lugar                  | Medalla            | Prueba             |
| 2001               | Lago Achen (Austria)   | Medalla de plata   | Individual         |
| 2002               | Lago Achen (Austria)   | Medalla de plata   | Individual         |

| Campeonato Europeo | Campeonato Europeo     | Campeonato Europeo | Campeonato Europeo |
| Año                | Lugar                  | Medalla            | Prueba             |
| ------------------ | ---------------------- | ------------------ | ------------------ |
| 1994               | Novo Mesto (Eslovenia) | Medalla de plata   | Individual         |